# Flohkräuter
Die Flohkräuter (Pulicaria) bilden eine Pflanzengattung in der Familie der Korbblütler (Asteraceae).
Bekannt ist vor allem das Große Flohkraut (Pulicaria dysenterica), dem als Heilpflanze Wirkung, vor allem gegen die Ruhr zugeschrieben wurde. Auch das Kleine Flohkraut (Pulicaria vulgaris) hat medizinischen Nutzen, es wird noch heute bei Kleintieren gegen Zecken- und Flohbefall verwendet.

## Beschreibung

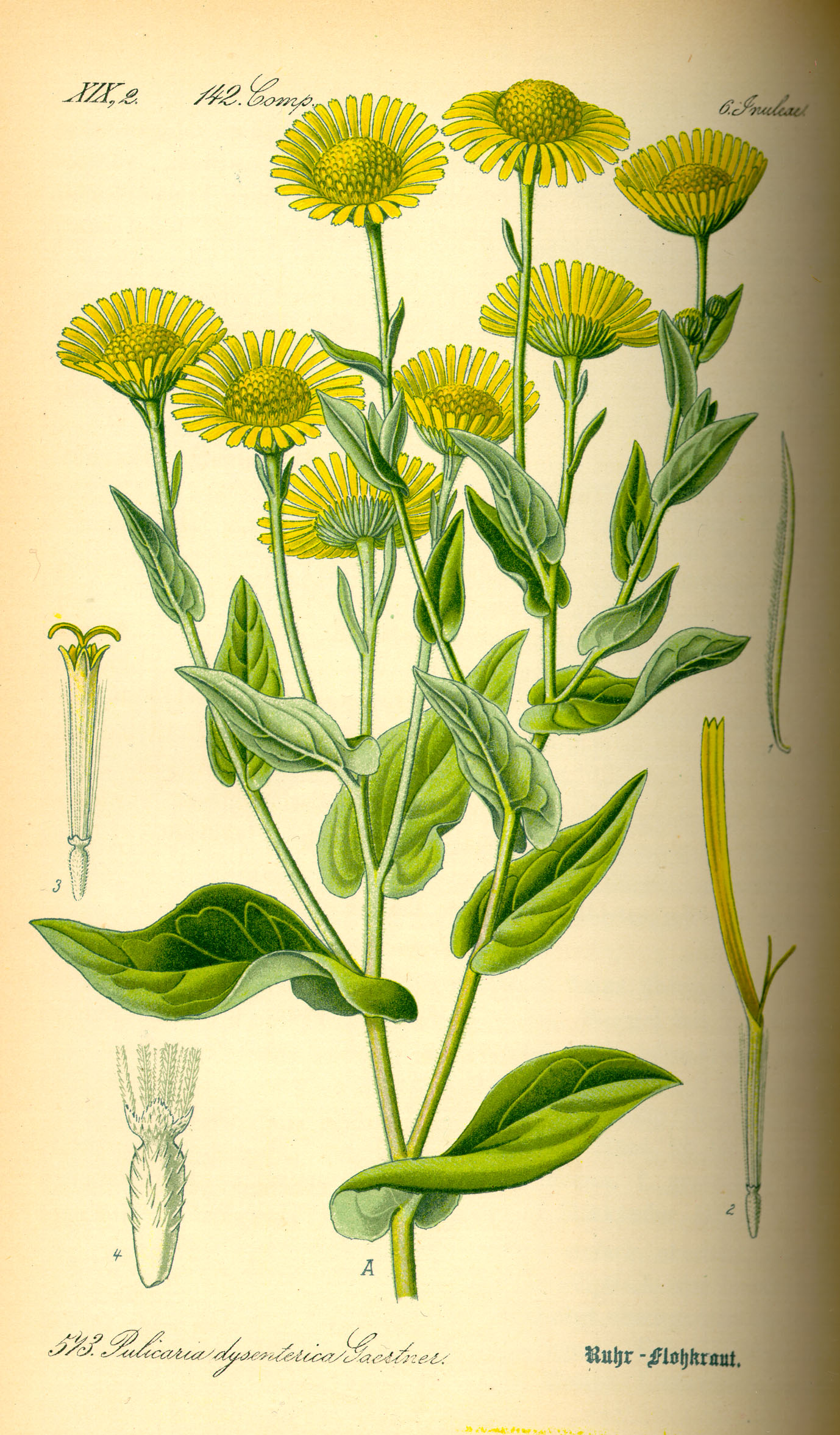
Illustration des Großen Flohkrauts (Pulicaria dysenterica)

### Vegetative Merkmale
Die Flohkraut-Arten sind einjährige, zweijährige oder ausdauernde krautige Pflanzen, einige Arten sind auch Halbsträucher oder Sträucher. Sie erreichen je nach Art Wuchshöhen zwischen 5 und 120 Zentimetern.
Die länglich runden und oft welligen Laubblätter sind nicht gestielt und mehr oder weniger wollig behaart.

### Generative Merkmale
In unterschiedlich aufgebauten Gesamtblütenständen stehen die gestielten, körbchenförmigen Teilblütenstände. Über in drei oder vier Reihen stehenden Tragblättern, die Phyllarien genannt werden befindet sich das Involucrum. Die Hochblatthülle, das Involucrum, ist bei Durchmessern von 5 bis 10 Millimetern halbkugelförmig oder glockenförmig. Der flache Blütenkorbboden (Receptaculum) ist glatt oder fein wabenförmig. Es sind keine Spreublätter vorhanden.
In den Blütenkörben befinden sich oft Zungen- und Röhrenblüten. Am Rand des Blütenkorbes befinden sich meist 20 bis 30 (10 bis mehr als 60) Zungenblüten, auch Strahlenblüten genannt; sie sind fertil, tragen Stempel und sind von goldgelber Farbe. Im Zentrum des Blütenkorbes finden sich zwischen 40 und 100 Röhrenblüten, auch Scheibenblüten genannt, die Kronröhre ist gelb.
Es werden Achänen gebildet. Die äußere Haarkrone des Pappus ist sehr kurz, die innere besteht aus zehn bis zwölf längeren Borsten.

## Ökologie
Die körbchenförmigen Blütenstände sind sogenannte Pseudoanthien; blütenökologisch gesehen sind es Blumen und sind aus vielen Einzelblüten zusammengesetzt.

## Standorte und Gefährdung
Flohkraut-Arten „lieben“ die Feuchtigkeit und sind an Bach- und Flussufern, feuchten Wiesen und Grabenrändern stellenweise nicht selten. Der Wegfall vieler solcher Biotope in den vergangenen Jahrzehnten hat aber auch hier Rückgänge verursacht.

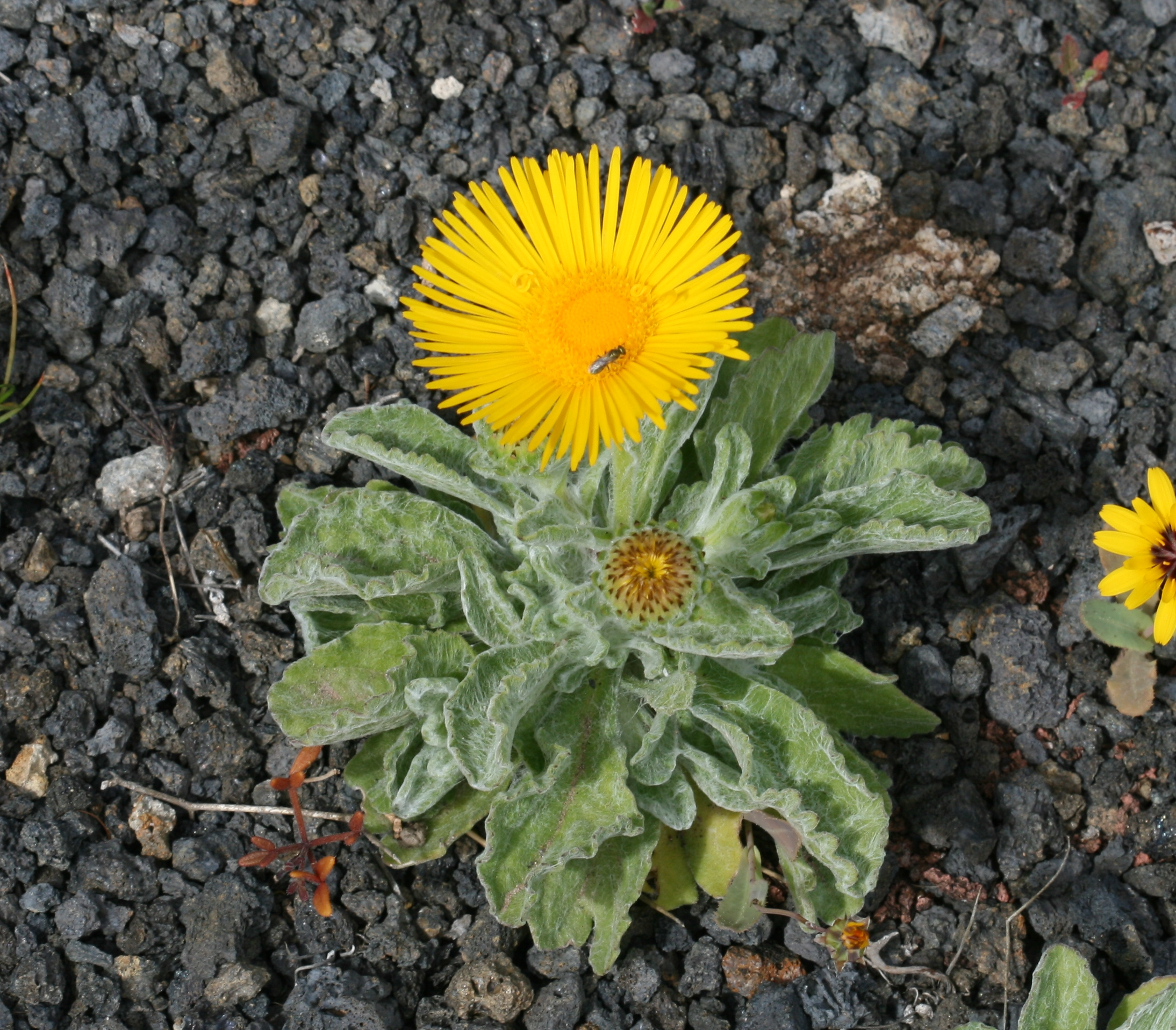
Kanarisches Flohkraut (Pulicaria canariensis)

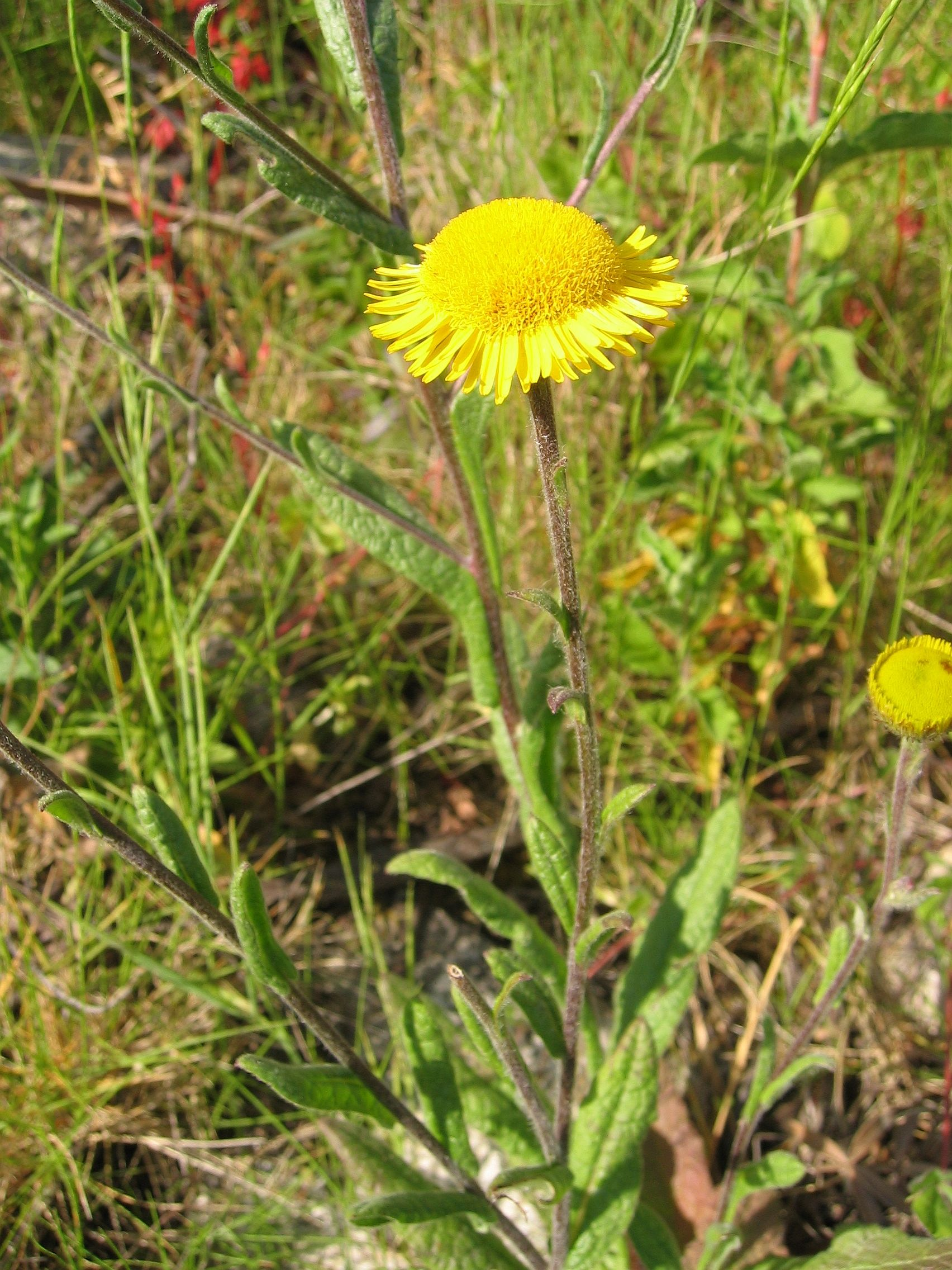
Wohlriechendes Flohkraut (Pulicaria odora)

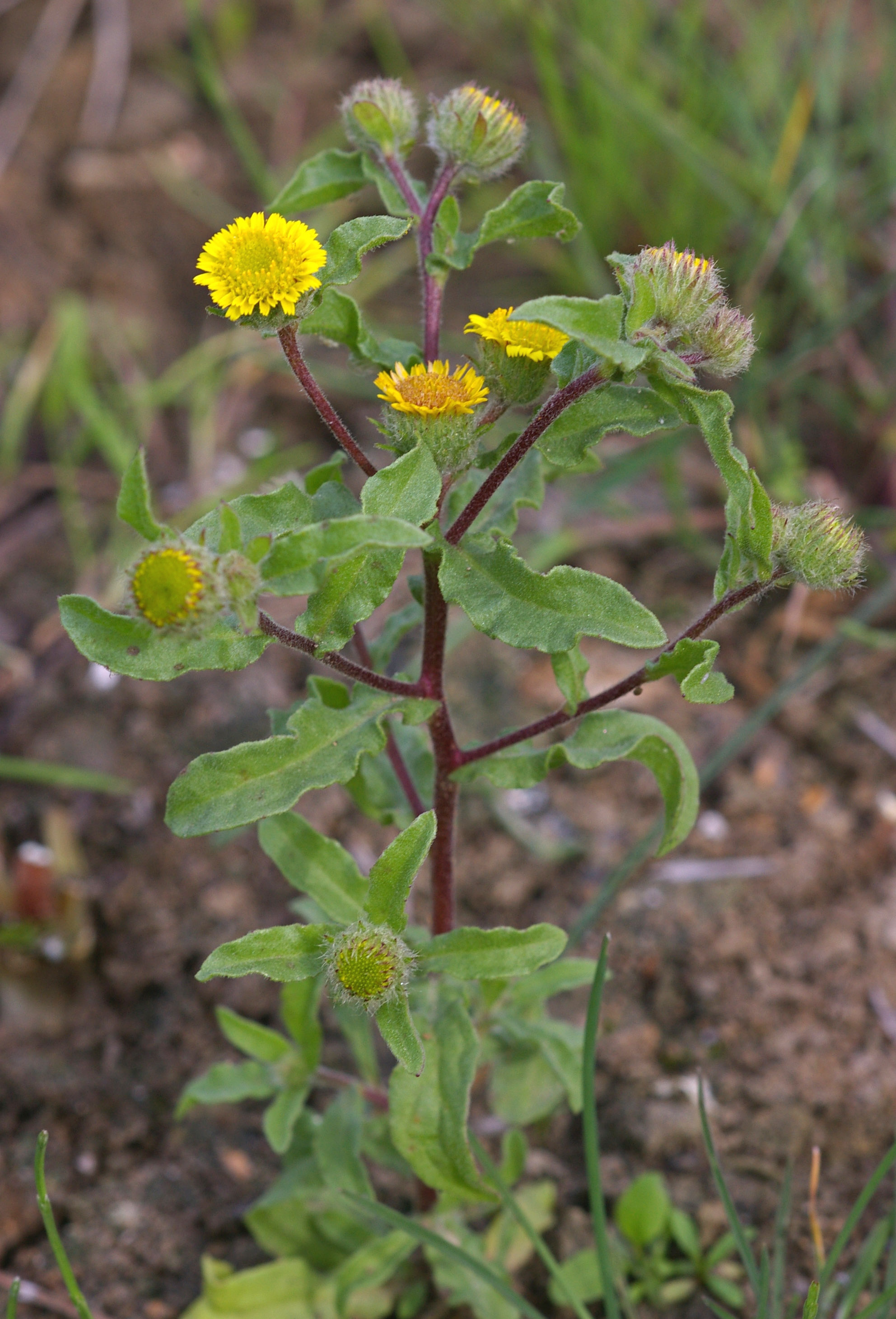
Kleines Flohkraut (Pulicaria vulgaris)

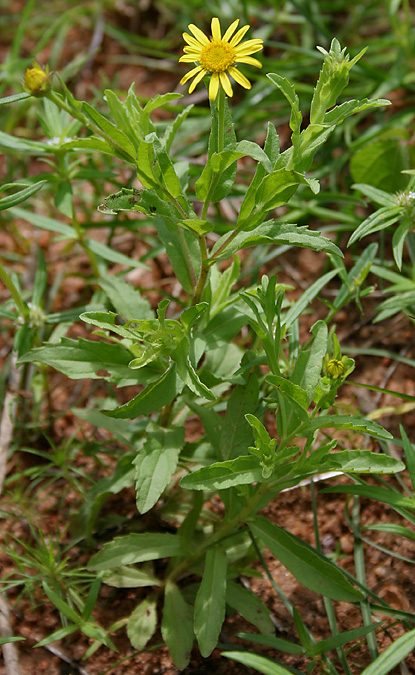
Pulicaria wightiana

## Systematik und Verbreitung
Der Gattungsname Pulicaria (im Mittelalter auch fälschlich Policaria) leitet sich vom lateinischen pulex für Floh und -aria für betreffen ab, dies bezieht sich auf den Gebrauch der Pflanze als Floh-Repellent. Einige Pulicaria-Arten wurde von Linné ursprünglich mit dem nahe verwandten Alant, in dieselbe Gattung Inula gestellt, jedoch später wegen der abweichenden doppelten Haarkrone einer eigenen Gattung zugeordnet. Die Gattung Pulicaria wurde 1791 durch Joseph Gärtner in De Fructibus et Seminibus Plantarum ..., 2 (3), S. 461–462, Tafel 173, Abbildung 7 aufgestellt. Die Systematik der Flohkräuter ist umstritten. Dennoch sind die Flohkräuter eng mit der Gattung Alant (Inula), aber auch mit den Berufkräutern (Conyza) verwandt, so dass die Zuordnung einiger Arten schwierig ist. Synonyme für Pulicaria Gaertn. sind: Francoeuria Cass. und Platychaete Boiss.
Das Verbreitungsgebiet der Pulicaria-Arten reicht von Europa über Vorder- bis Zentralasien und Nordafrika. In Süddeutschland, in Österreich und der Schweiz sind Flohkraut-Arten relativ häufig; in Nord- und Ostdeutschland sind sie zerstreut bis selten. Pulicaria paludosa ist als Neophyt in Nordamerika zu finden.
Insgesamt werden mehr als 100 Arten zur Gattung gestellt, hier eine kleine Auswahl:
- Pulicaria alveolosa Batt. & Trab.: Sie kommt in Algerien und Libyen vor.[2]
- Pulicaria arabica (L.) Cass. (Syn.: Pulicaria paludosa Link): Es gibt etwa zwei Unterarten:[2]
  - Pulicaria arabica (L.) Cass. subsp. arabica: Sie kommt in Nordafrika, Westasien, in Turkmenistan, in Pakistan und im Sudan vor.[2]
  - Pulicaria arabica subsp. hispanica (Boiss.) Murb.: Sie kommt ursprünglich in Marokko, auf der Iberischen Halbinsel vor und ist auf den Kanaren, Azoren und in Kalifornien ein Neophyt.[2]
- Pulicaria armena Boiss. & Kotschy: Sie kommt in der Türkei vor.[3]
- Pulicaria auranitica Mouterde: Sie kommt im Libanon und in Syrien vor.[3]
- Burchards Flohkraut (Pulicaria burchardii Hutch.): Sie kommt in Marokko und auf Fuerteventura vor.[3]
- Kanarisches Flohkraut (Pulicaria canariensis J.A.Reyes): Sie kommt auf den Kanarischen Inseln Lanzarote und Fuerteventura vor.[3]
- Pulicaria chrysantha (Diels) Ling: Sie gedeiht im Grasland und an Waldrändern in Höhenlagen von 2500 bis 3000 Metern in Sichuan.[4]
- Pulicaria decumbens (Litard. & Maire) Greuter: Sie kommt nur in Marokko vor.[3]
- Großes Flohkraut, Ruhrwurz (Pulicaria dysenterica (L.) Bernh.)
- Pulicaria glandulosa Caball.: Sie kommt nur in Marokko vor.[3]
- Pulicaria gnaphalodes (Vent.) Boiss.: Sie kommt im Irak, Iran, Afghanistan, Pakistan, in Zentralasien und im westlichen Tibet vor.[4]
- Pulicaria insignis Drumm. ex Dunn: Sie kommt im nördlichen Indien, in Tibet und Qinghai vor.[4]
- Pulicaria laciniata (Coss. & Durieu) Thell.: Sie kommt in Algerien, Tunesien und Libyen vor.[3]
- Pulicaria lhotei Maire: Sie kommt nur in Algerien vor.[3]
- Pulicaria mauritanica Batt.: Sie kommt in Marokko und Algerien vor.[3]
- Pulicaria microcephala Lange: Sie kommt nur in Portugal vor.[3]
- Wohlriechendes Flohkraut (Pulicaria odora (L.) Rchb.): Sie kommt in Südeuropa, in Nordafrika, auf den Kanarischen Inseln und in der Türkei vor.[3]
- Pulicaria petiolaris Jaub. & Spach: Sie kommt im nordöstlichen tropischen Afrika, auf der Arabischen Halbinsel und im westlichen und zentralen Himalaja vor.[5]
- Pulicaria pomeliana Faure & Maire: Sie kommt nur in Algerien vor.[3]
- Pulicaria salviifolia Bunge: Sie kommt im südwestlichen Iran, in Afghanistan, Pakistan, Kirgisistan, Tadschikistan, Usbekistan und in Xinjiang vor.[2]
- Pulicaria sicula (L.) Moris: Sie kommt in Südeuropa, in Nordafrika und in Vorderasien vor.[3]
- Pulicaria undulata (L.) C.A.Mey. (Syn.: Pulicaria crispa (Forssk.) Benth. & Hook. f. ex Oliv. & Hiern): Sie kommt in Afrika, auf der Arabischen Halbinsel, in Westasien und auf dem Indischen Subkontinent vor.[2]
- Pulicaria volkonskyana Maire: Sie kommt nur in Algerien vor.[3]
- Kleines Flohkraut (Pulicaria vulgaris Gaertn., Syn.: Pulicaria prostrata Aschers.)
- Pulicaria wightiana (Wall. ex DC.) C.B.Clarke (Syn.: Aster hydrabadensis Wall., Aster indicus Heyne, Pulicaria hydrabadensis Wall. ex DC.): Sie kommt in Indien vor.